# Rue d'Aguesseau (Lyon)
Pour les articles homonymes, voir Rue d'Aguesseau.
La rue d'Aguesseau ou rue Henri-François-d'Aguesseau est une voie du quartier de la Guillotière dans le 7e arrondissement de Lyon, en France. 

## Accessibilité
La rue est desservie par la station Guillotière - Gabriel Péri de la ligne D du métro de Lyon, en correspondance avec la ligne T1 du tramway de Lyon et les lignes de bus   .

## Situation
La rue d'Aguesseau, intégralement située dans le 7e arrondissement, est d'orientation ouest-est. Elle débute sur les quais du Rhône l'endroit du no 1 quai Claude-Bernard, croisement avec lequel elle forme la partie sud de la place Raspail. Elle aboutit aux rues Béchevelin et des Trois-Rois avec lesquelles elle forme une intersection de forme triangulaire, la place Claude-Bulard, anciennement appelée place d'Aguesseau jusqu'en 1976,. Elle croise perpendiculairement les rues Cavenne, Pasteur et de Marseille.

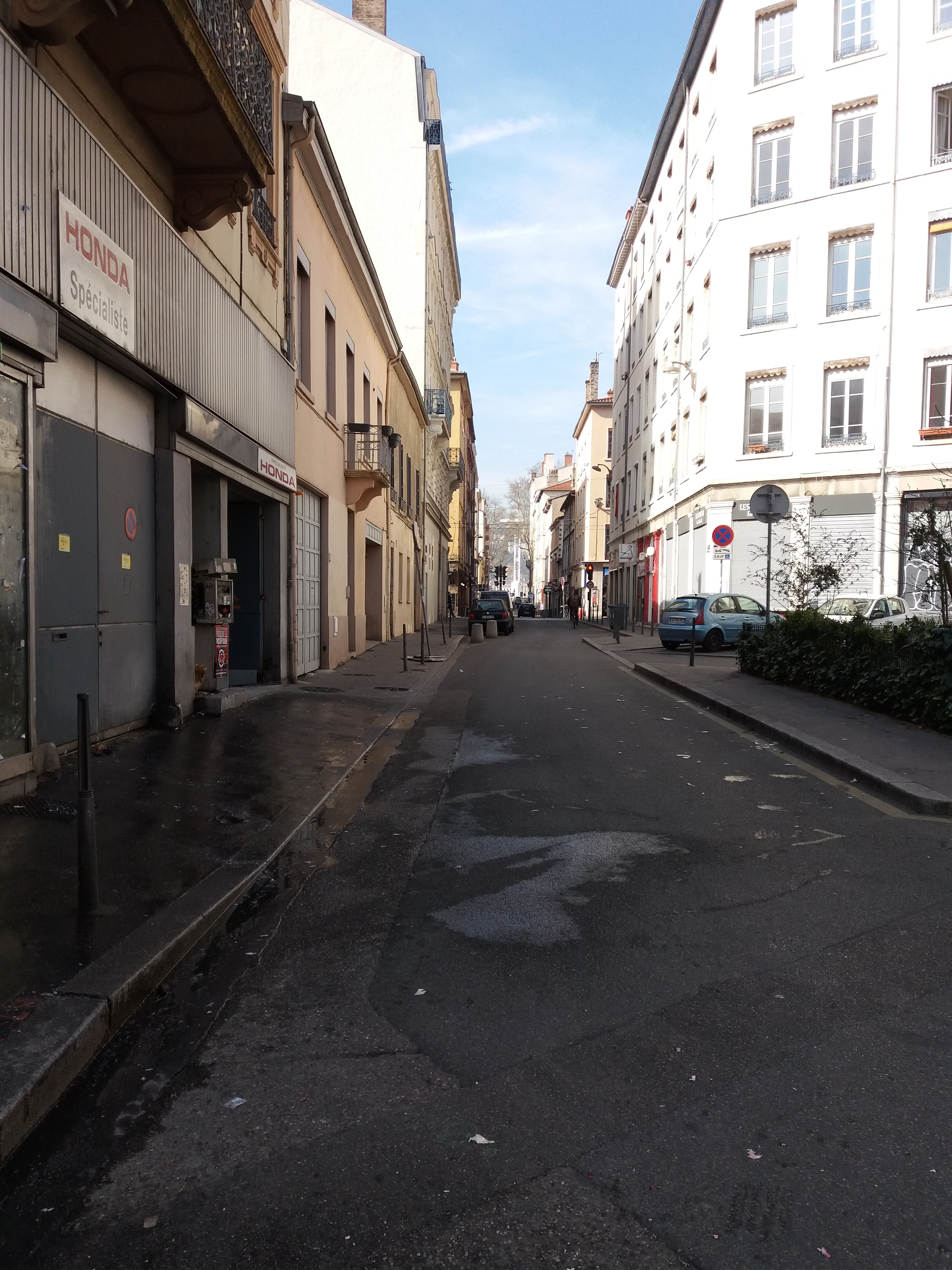
La rue d'Aguesseau vue vers l'ouest, depuis la place Claude-Bulard, en février 2019.
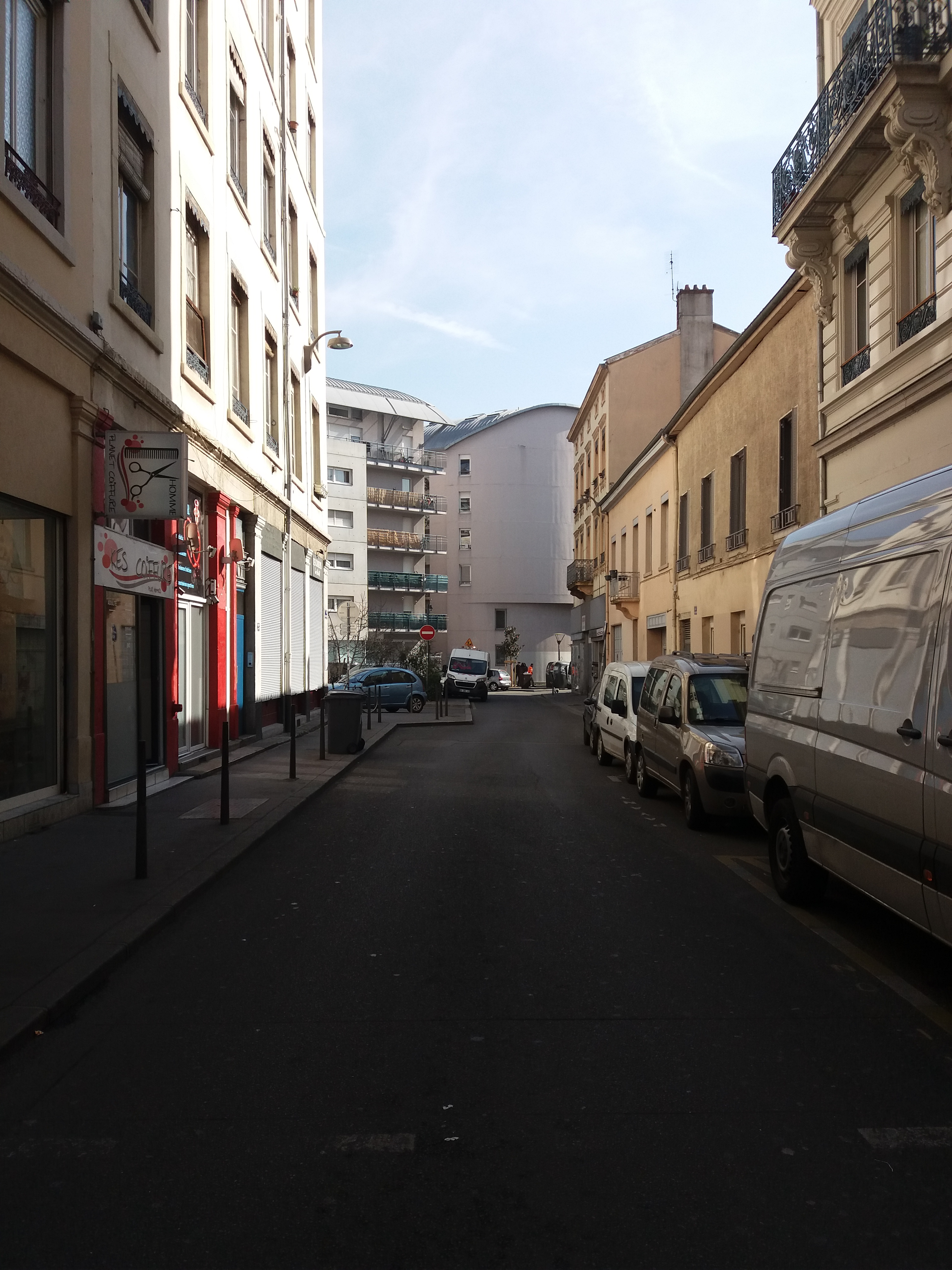
L'extrémité orientale de la rue aux abords de la place Claude-Bulard, en février 2019.
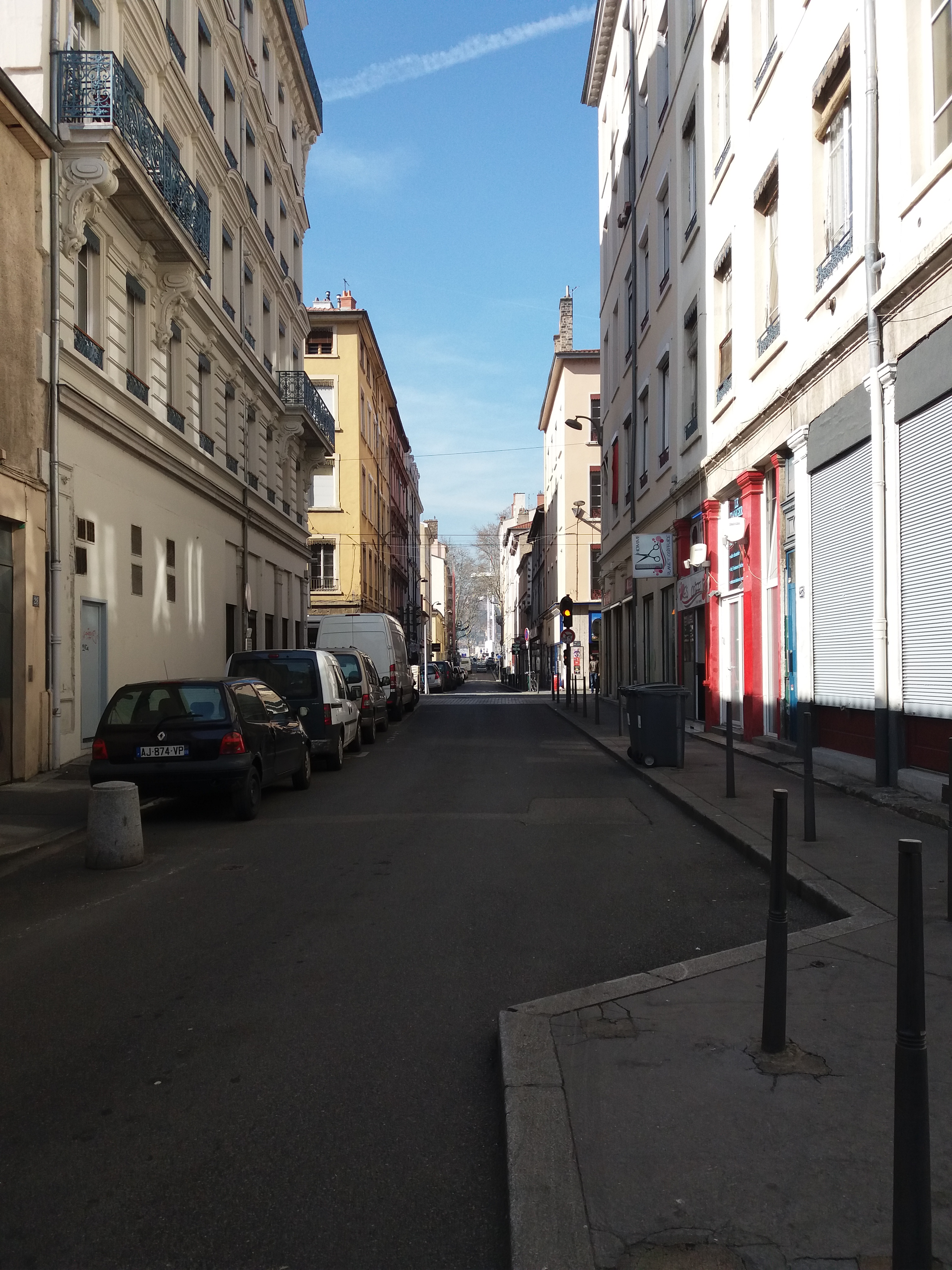
Vue vers l'ouest et le Rhône, au regard des numéros 23 à droite et 28 à gauche, en février 2019.

## Odonymie
Pour les auteurs en désaccord, la rue rend hommage tantôt à Henri François d'Aguesseau (1668-1751), chancelier de France, érudit, historien et philosophe, auteur de nombreux ouvrages dans ces deux disciplines ou bien son petit-fils Henri-Cardin-Jean-Baptiste d'Aguesseau (1752-1826), pair de France et mort à l'époque du percement de la rue.

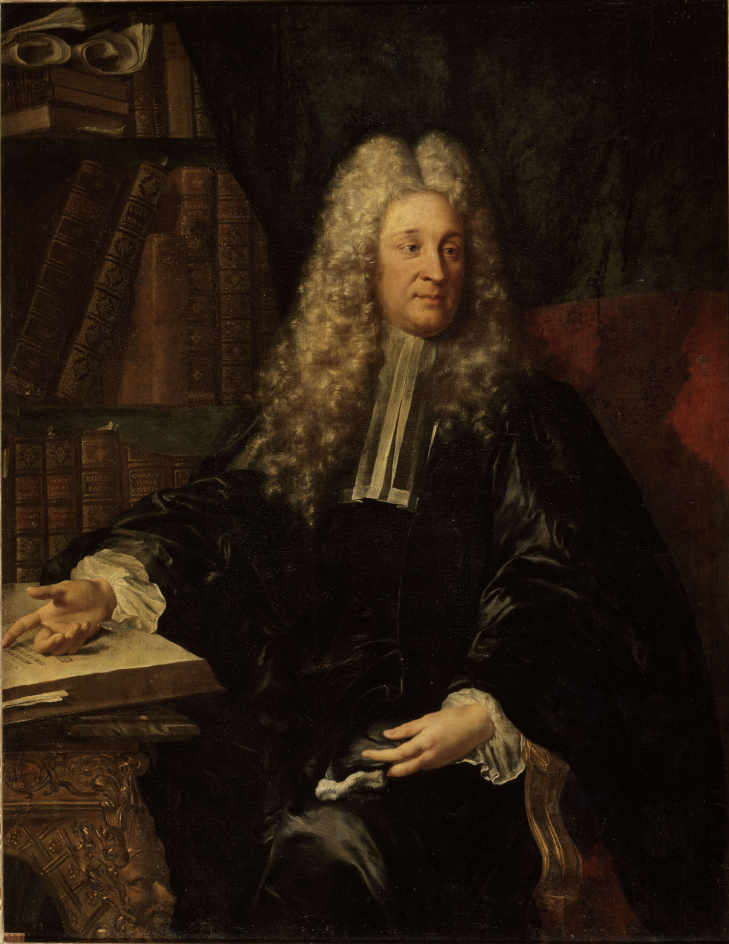
Henri François d'Aguesseau entre 1705 et 1715.
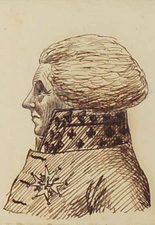
Henri-Cardin-Jean-Baptiste d'Aguesseau (1752-1826).
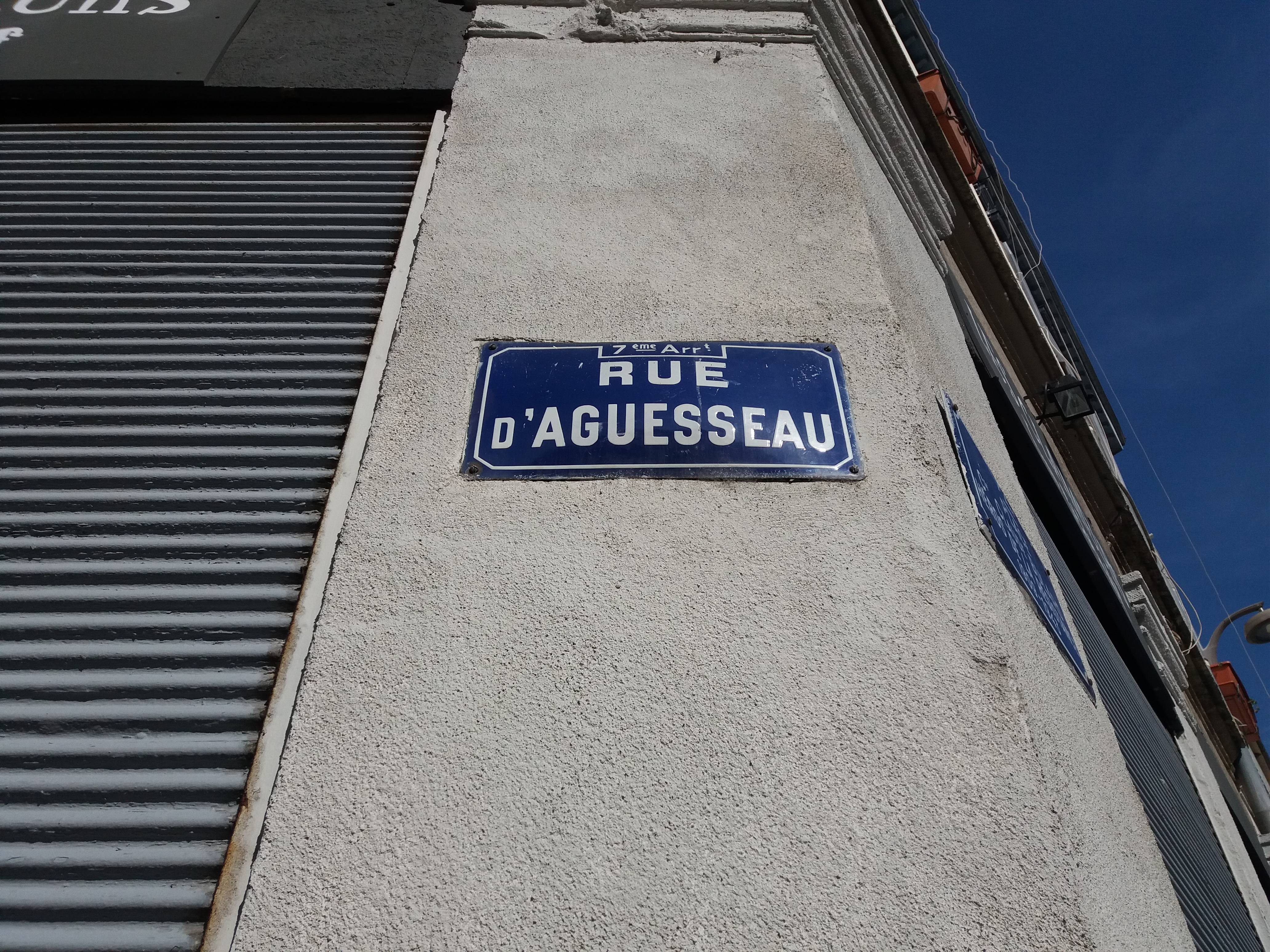
Plaque de rue, en février 2019.

## Histoire
L'odonyme « d'Aguesseau » est attesté dès 1839 ou 1843 par l'auteur et historien Maurice Vanario, selon qu'il fasse référence à la place ou a la rue, avec une confusion certaine entre les deux dans l'ouvrage qu'il consacre aux rues de Lyon. Les descriptions sont pauvres dans les principaux dictionnaires d'odonymes lyonnais : Adolphe Vachet évoque uniquement des éléments biographiques sur Henri François d'Aguesseau et non sur l'histoire de la rue tandis que Louis Maynard n'y accord aucune ligne au motif que le nom « ne se rapporte ni à un personnage ni à un événement lyonnais ».
Le plus prolixe des auteurs habituels est sans doute Jean Pelletier qui décrit que cette rue a été mise en place en 1826 par l'ingénieur André Combalot, dont on retrouve le nom dans la rue Basse-Combalot, deuxième parallèle au nord de la rue d'Aguesseau. Il s'agit de l'aménagement viaire consécutif au comblement d'un lône du Rhône enjambé par les dernières arches du pont de la Guillotière, à une époque où la Guillotière est encore une commune indépendante, elle ne sera rattachée à Lyon qu'en 1852. C'est lui qui insiste sur le fait que la rue ne rend pas hommage à Henri François d'Aguesseau mais à Henri-Cardin-Jean-Baptiste d'Aguesseau contrairement à l'ouvrage plus récent de Maurice Vanario de 2002.

## Description
Elle forme avec ses parallèles au nord et au sud, les rues Passet, Basse-Combalot et Montesquieu et leur perpendiculaire la rue Pasteur, le cœur du quartier asiatique de Lyon.